# Hatton (Derbyshire)
Pour les articles homonymes, voir Hatton.
Hatton est une paroisse civile et un village du Derbyshire, en Angleterre.